# Emili Vigo i Bènia
Emili Vigo i Bènia   (la Bisbal d'Empordà, 1917 - 1954) va ser un historiador català.

## Biografia
El 1936 va ser secretari personal de Josep Irla, funció que va desenvolupar 1945 al 1948 a l'exii, quan aquest era President de la Generalitat.
Durant la Guerra Civil espanyola va escriure a La Humanitat, on es va reincorporar el 1944, quan es va reemprendre la publicació, com a director, funció que va desenvolupar fins al 1948. També va publicar a la Revista de Catalunya i a Ciutadania. Va ser germà de Victòria Vigo i Bènia.